# نادي تشونغتشينغ ليانغجيانغ
نادي تشونغتشينغ ليانغجيانغ هو نادي كرة قدم من مدينة تشونغتشينغ يلعب في الدوري الصيني الممتاز،تأسس النادي في 1995.